# Modelo determinista
Un modelo determinista es un modelo matemático donde las mismas entradas o condiciones iniciales producirán invariablemente las mismas salidas o resultados, no contemplándose la existencia de azar, o incertidumbre en el proceso modelado mediante dicho modelo.
Está estrechamente relacionado con la creación de entornos a través de simuladores para el estudio de situaciones hipotéticas, o para crear sistemas de gestión que permitan disminuir la propagación de errores. Los modelos deterministas sólo pueden ser adecuados para sistemas deterministas no caóticos; para sistemas azarosos (no-determinista) y caóticos (determinista impredecible a largo plazo) los modelos deterministas no pueden predecir adecuadamente la mayor parte de sus características.
La inclusión de mayor complejidad en las relaciones con una cantidad mayor de variables y elementos ajenos al modelo determinista hará posible que este se aproxime a un modelo probabilístico o de enfoque estocástico.

## Ejemplos
- Por ejemplo, la planificación de una línea de producción, en cualquier proceso industrial, es posible realizarla con la implementación de un sistema de gestión de procesos que incluya un modelo determinista en el cual estén cuantificadas las materias primas, la mano de obra, los tiempos de producción y los productos finales asociados a cada proceso.
- Un conjunto de ecuaciones diferenciales de un sistema físico macroscópico constituye un modelo determinista que puede predecir la evolución determinista en el tiempo de un buen número de magnitudes características del sistema.